# Wella Wilhelm
Wella Wilhelm (um 1885–nach 1950) war eine deutsche Kaltmamsell und Politikerin.

## Leben
Wilhelm wurde in den 1880er Jahren im sächsischen Schönfeld geboren und war seit 1919 Mitglied der KPD. Von 1946 bis 1950 war sie Abgeordnete im Sächsischen Landtag in der 1. Wahlperiode. Sie gehörte der SED-Fraktion an.